# Werkgroep Kairos
De Werkgroep Kairos was een christelijke anti-apartheidsorganisatie in Nederland, ontstaan in 1970 op initiatief van Cor Groenendijk (3-2-1932 _ 11-6-2020), na discussies tijdens de Gereformeerde Oecumenische Synode over de apartheid in Zuid-Afrika, en opgeheven in 2002.
Na het bloedbad van Sharpeville in 1960 waren er in Zuid-Afrika de eerste tekenen van verandering merkbaar. In 1963 richtte Beyers Naudé het Christelijk Instituut op, een instelling die stelling nam tegen de apartheid en verzoening tussen blank en zwart preekte. Het was de vestiging van dit instituut dat voor de Nederlandse protestantse kerken een signaal was om ook in verzet tegen de apartheid te komen. De Gereformeerde Oecumenische Synode die in augustus 1968 in Lunteren vergaderde, voerde felle discussies, in het Nederlands en Afrikaans, maar eindigde aanvankelijk onbeslist. Daarom richtte de latere voorzitter Cor Groenendijk in 1970 de Werkgroep Kairos op.
Samen met het Komitee Zuidelijk Afrika (KZA) en de Anti-Apartheidsbeweging Nederland (AABN) werd de druk op regering en bedrijfsleven in de jaren 70 en 80 opgevoerd. Kairos ontwikkelde met name een programma van desinvesteren in Zuid-Afrika, waarmee gevolg werd gegeven aan een oproep door de Wereldraad van Kerken in 1972. Nadat in 1975 door de Algemene Vergadering van de Verenigde Naties een olie-embargo tegen Zuid-Afrika werd afgekondigd houdt Kairos de naleving daarvan in de gaten, in dat kader wordt in 1980, in samenwerking met het KZA, het Shipping Research Bureau opgericht.
Na de opheffing van de organisatie in 2002 is het archief overgedragen aan het Internationaal Instituut voor Sociale Geschiedenis (IISG).
In 2009 werd er opnieuw binnen de kerken een 'Kairos werkgroep' opgericht, ditmaal onder de naam Kairos Palestina Nederland. Deze Kairos werkgroep wil stem geven aan Palestijnse christenen, na de publicatie van hun zogeheten Kairos Document "Het uur van de waarheid" in 2008. Deze Palestijnse christenen, zoals de theologen Naim Ateek, Mitri Raheb en Jamal Khader vinden dat de Israëlische bezetting, die de Westbank opdeelt in A-, B- en C-zones heeft geleid tot een systeem, dat te vergelijken valt met dat van de Bantoestans in het toenmalige Zuid-Afrika. Ook de verschillende pasjes voor onderscheiden bevolkingsgroepen doet hen de vergelijking maken tussen het Zuid-Afrikaanse apartheidssysteem en de Israëlische bezetting, waartegen opnieuw vanuit het christelijk geloof stelling zou moeten worden genomen. 